# Перейра Бикальо, Раул Густаво
Рау́л Густа́во Пере́йра Бика́льо (порт.-браз. Raul Gustavo Pereira Bicalho; род. 24 апреля 1999 или 20 апреля 1999, Педру-Леополду), более известный как Раул Густаво — бразильский футболист, защитник американского клуба «Нью-Йорк Сити».

## Клубная карьера
Начал карьеру в молодёжных клубах «Демократа» и «Бетиненсе». В 2018 году, подписал первый профессиональный контракт с загребским клубом «Локомотива». В 2020 году, стал игроком академии Коринтианса. В начале 2020 года, был арендован клубом Интернасьонал Лимейра. За основной состав «Коринтианса», дебютировал 28 января 2021 года в матче против «Баии».
25 апреля 2021 года, забил свой первый гол за «Коринтианс» в матче против «Сантоса».